# Guillermo Campra
Guillermo Martín Campra Elizalde (Barcelona, 11 de marzo de 1997) es un actor español que se hizo conocido por su participación en la serie de TVE Águila Roja (2009-2016) como Alonso.

## Biografía
Guillermo Martín Campra Elizalde nació el 11 de marzo de 1997 en Barcelona (España). Es hermano de la también actriz Carla Campra.

## Carrera profesional
Comenzó su carrera desde muy pequeño haciendo anuncios para televisión. En 2007 obtuvo el papel protagonista de su primera película, Carlitos y el campo de los sueños, donde interpretó a Carlitos, un niño huérfano que vive en un orfanato y cuyo sueño es ser jugador de fútbol profesional. La película recibió varios galardones, entre ellos, el premio a la 'Mejor película' y el 'Premio del público' en el Festival de Cine de Giffoni. Un año después, intervino en varios episodios de la serie El Internado, metiéndose en la piel de Samuel Espí para los flashbacks ocasionales sobre su infancia. Posteriormente grabó su primer corto, Divina justicia. 
En 2009 llegaría el papel que lo haría más popular como actor, en serie de televisión Águila Roja, donde encarnó a Alonso de Montalvo, el hijo de Águila Roja durante las nueve temporadas de la serie, hasta su finalización en 2016. Aparte de la serie, en 2009 apareció en el que sería su segundo corto Sin cobertura. En 2010 fue pregonero del Carnaval de El Tiemblo (Ávila), localidad donde se ruedan muchas de las escenas exteriores de Águila Roja. En 2011, dio el salto a la pantalla grande con Águila Roja: la película.
Después de su paso por Águila Roja, el actor ha tenido papeles secundarios en series de plataformas como Playz, Flooxer y Atresplayer Premium como Bajo la red (2018-2019), Boca Norte (2019), Neverfilms (2019), Terror.app (2019) y Circular (2019). Más adelante, volvió a una cadena generalista para interpretar a Eloy Carrión en la primera temporada de Madres. Amor y vida, emitida en Telecinco y Prime Video, además de participar en la serie italiana Los relojes del diablo, también emitida en Telecinco.

## Filmografía

### Televisión
| Año         | Título                 | Cadena                  | Personaje                   | Notas         |
| ----------- | ---------------------- | ----------------------- | --------------------------- | ------------- |
| 2008 - 2009 | El internado           | Antena 3                | Samuel Espí Lázaro (joven)  | 3 episodios   |
| 2009 - 2016 | Águila Roja            | La 1                    | Alonso de Montalvo Hernando | 104 episodios |
| 2012        | Aída                   | Telecinco               | Lolo                        | 1 episodio    |
| 2014        | Videopatas             | YouTube                 | Guille                      | 1 episodio    |
| 2017        | iFamily                | La 1                    | Nacho                       | 1 episodio    |
| 2018 - 2019 | Bajo la red            | Playz                   | Joel Fernández              | 13 episodios  |
| 2019        | Boca Norte             | Playz                   | Lu (Dj Lu)                  | 6 episodios   |
| 2019        | Neverfilms             | Flooxer                 | Héctor                      | 20 episodios  |
| 2019        | Terror.app             | Atresplayer             | Segu                        | 1 episodio    |
| 2019        | Circular               | Playz                   | Pablo Ros                   | 5 episodios   |
| 2020        | Madres. Amor y vida    | Telecinco y Prime Video | Eloy Carrión Amuedo         | 5 episodios   |
| 2020        | Los relojes del diablo | Telecinco               | Damián Vizcaíno             | 2 episodios   |
| 2021        | Libertad               | Movistar+               | Joven                       | 2 episodios   |
| 2022        | Élite                  | Netflix                 | Hugo Múler                  | 10 episodios  |
| 2022        | Fuego Cruzado          | La 1                    | Iker                        | 1 episodio    |
| 2023        | Express                | Starzplay               | Streamer Mr. Clown          | 1 episodio    |
| 2024        | 4 estrellas            | La 1                    | Rubén                       | 11 episodios  |

### Cine
| Año  | Título                            | Personaje                   | Director          |
| ---- | --------------------------------- | --------------------------- | ----------------- |
| 2008 | Carlitos y el campo de los sueños | Carlitos                    | Jesús del Cerro   |
| 2009 | Sin cobertura                     |                             | Iñaki Ibisate     |
| 2011 | Águila Roja: la película          | Alonso de Montalvo Hernando | José Ramón Ayerra |
| 2014 | Solo                              | Solo niño                   | Gregory Brossard  |
| 2020 | Calladita                         | Jacobo                      | Miguel Faus       |

## Premios y nominaciones
| Año  | Premio                                                    | Categoría                                        | Trabajo                  | Resultado |
| ---- | --------------------------------------------------------- | ------------------------------------------------ | ------------------------ | --------- |
| 2009 | Festival de Televisión y Cine Histórico del Reino de León | Mejor actor revelación                           | Águila Roja              | Ganador   |
| 2012 | Premios Young Artist                                      | Mejor actuación en un largometraje internacional | Águila Roja: la película | Nominado  |